# Gastone Prendato
Gastone Prendato (Padova, 4 marzo 1910 – Padova, 27 ottobre 1980) è stato un calciatore e allenatore di calcio italiano.

## Carriera

### Giocatore

#### Club
Cresciuto nel Petrarca Padova, si trasferisce poi al Padova nella stagione 1928-1929. Nel campionato seguente il Padova partecipa al primo torneo di serie A a girone unico e Prendato esordisce così in serie A il 6 ottobre 1929 in Padova-Modena 1-3. Prendato gioca nella squadra biancoscudata sino alla stagione 1930-1931, annata nella quale vince la classifica dei marcatori in Serie B con 25 reti.
Nella stagione 1931-1932 passa alla Fiorentina dove debutta il 20 settembre 1931 in Milan-Fiorentina 1-1. Rimarrà con i viola per ben 4 stagioni totalizzando 81 presenze e 20 gol e assaporando anche la maglia della Nazionale, seppur sia stata solo quella B.

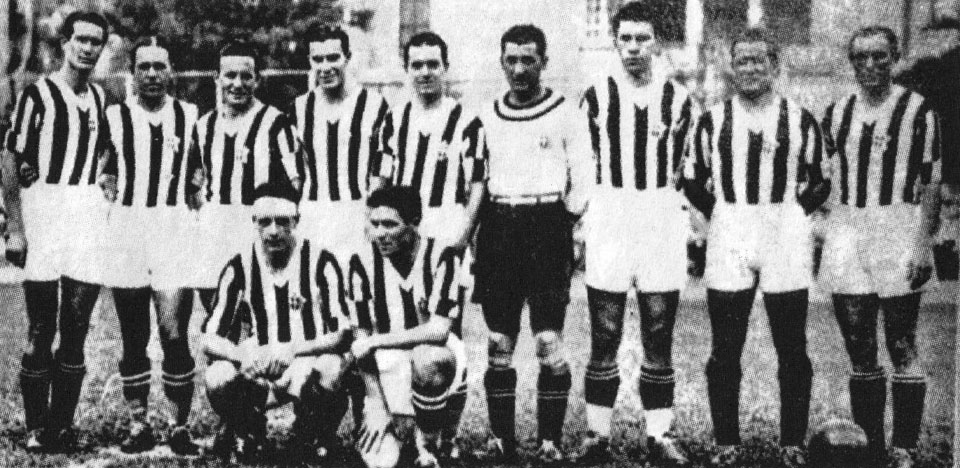
Prendato (in piedi, al centro) nella Juventus del 1935-1936

Nella stagione 1935-1936 passa alla Juventus dove gioca 11 partite di campionato senza mai segnare e disputando anche 3 partite di Coppa Europa Centrale segnando una rete. Fu poi la volta dell'esperienza alla Roma dove totalizza 10 presenze segnando 2 gol. In quell'annata i giallorossi raggiunsero anche la finale di Coppa Italia, dove vennero sconfitti sul neutro di Firenze dal Genoa. Nel 1937-1938 torna a giocare nel Padova allora in Serie B.
Nella stagione 1938-39 scende in Prima Divisione nel San Donà. Con i biancocelesti gioca tre stagioni rivestendo il doppio ruolo di allenatore e giocatore. Nella stagione 1938-1939 riesce a portare la squadra sandonatese ad una storica promozione in serie C. Categoria che il San Donà mantiene brillantemente nel 1939-1940, mentre nella terza stagione in biancoceleste di Prendato il San Donà è costretto al ritiro dal campionato di serie C a causa dei tanti giocatori partiti per il fronte.
A cavallo della guerra gioca nel Trento e nel Ravenna, per poi scegliere definitivamente nel dopoguerra la carriera di allenatore.

#### Nazionale
Ha giocato una partita con la Nazionale B. A Novara il 2 aprile 1933 l'Italia B sconfisse per 5-0 la Svizzera B.

### Allenatore
Già nel 1938-39 pur giocando rivestì anche il ruolo di allenatore nel Sandonà. Nel dopoguerra allenò l'Adriese, prima di avere l'occasione di allenare in Serie A il Padova nella stagione 1951-1952, esperienza che durò per sole due partite dato che al suo posto fu poi chiamato Pietro Pasinati. Allenò il Fanfulla all'inizio del campionato di Serie C 1954-1955, venendo sostituito all'ottava giornata dall'allenatore in seconda Mario Acerbi. Nel 1955 divenne l'allenatore del Trapani subentrando a Giliberti. Dal 1958 al 1960 allenò per due stagioni il Cosenza. Quindi nella stagione 1961-1962 tornò ad allenare il Trapani subentrando a Ottorino Dugini. Nel 1964-1965 allenò nuovamente il Sandonà nel campionato di Serie D, mentre nella stagione seguente allenò ancora i biancocelesti subentrando a campionato in corso.

## Statistiche

### Cronologia presenze e reti in nazionale
| Cronologia completa delle presenze e delle reti in nazionale ― Italia B | Cronologia completa delle presenze e delle reti in nazionale ― Italia B | Cronologia completa delle presenze e delle reti in nazionale ― Italia B | Cronologia completa delle presenze e delle reti in nazionale ― Italia B | Cronologia completa delle presenze e delle reti in nazionale ― Italia B | Cronologia completa delle presenze e delle reti in nazionale ― Italia B | Cronologia completa delle presenze e delle reti in nazionale ― Italia B | Cronologia completa delle presenze e delle reti in nazionale ― Italia B |
| Data                                                                    | Città                                                                   | In casa                                                                 | Risultato                                                               | Ospiti                                                                  | Competizione                                                            | Reti                                                                    | Note                                                                    |
| ----------------------------------------------------------------------- | ----------------------------------------------------------------------- | ----------------------------------------------------------------------- | ----------------------------------------------------------------------- | ----------------------------------------------------------------------- | ----------------------------------------------------------------------- | ----------------------------------------------------------------------- | ----------------------------------------------------------------------- |
| 2-4-1933                                                                | Novara                                                                  | Italia B                                                                | 5 – 0                                                                   | Svizzera                                                                |                                                                         | -                                                                       |                                                                         |
| Totale                                                                  |                                                                         | Presenze                                                                | 1                                                                       |                                                                         | Reti                                                                    | 0                                                                       |                                                                         |

## Palmarès

### Giocatore

#### Individuale
- Capocannoniere della Serie B: 1

1930-1931 (25 gol)

### Allenatore
- Prima Divisione: 1

San Donà: 1938-1939